# Clásico de Auckland
El clásico de Auckland (Super City Derby en inglés) fue una rivalidad futbolística entre los dos equipos originales de la región de Auckland de la Premiership de Nueva Zelanda, el Auckland City de la ciudad del mismo nombre y Waitakere United de la ciudad homónima. Con el cambio de estructura del fútbol en Nueva Zelanda a principios de 2021, y la creación de la nueva Liga Nacional de Nueva Zelanda, esto supuso el fin del Waitakere United y en consecuencia el fin del Derbi.
La rivalidad entre estos dos equipos de Nueva Zelanda se debió principalmente a que han definido entre sí la mayoría de los torneos del New Zealand Football Championship. Desde la formación de la liga en 2004, hasta que el Team Wellington ganó la Charity Cup 2014, habían sido los únicos dos equipos neozelandeses que lograron al menos un título en la actual liga local, la Charity Cup y la Liga de Campeones de la OFC.

## Historia
El primer partido lo disputaron el 21 de noviembre de 2004 por la Temporada 2004/05 del NZFC con un resultado favorable para el Auckland City FC por 3-1. Ese mismo año definieron el título y en la gran final los de Auckland se coronaron con un 3-2 a favor. Éste fue el primer hecho que comenzó a provocar la rivalidad, aunque en ese entonces no era más que un partido entre dos grandes equipos de Nueva Zelanda. En la temporada 2006/07 definieron nuevamente el título, otra vez el resultado coronó al Auckland, fue 3 tantos contra 2. En 2007 se cruzaron por la Liga de Campeones de la OFC de ese año, empatando los 2 partidos por 2-2. En 2008/09 definieron el título, quedándoselo Auckland por 2 a 1. Luego de definir dos títulos y de ganar las cuatro temporadas disputadas del Campeonato neozelandés (3 veces el Auckland y 1 vez Waitakere), quedó claro que las dos mejores franquicias del nuevo sistema eran justamente los dos de la Región de Auckland. Justamente fue esto lo que intensificó la rivalidad. Considerando que el Waitakere ganó dos veces la O-League, algo que Auckland City lograría tres veces en los años posteriores. Además, en esa temporada se enfrentaron la Liga de Campeones de la OFC que más tarde ganaría el Auckland City. En la OFC Champions League de la temporada 2009/10 el Waitakere eliminó a su eterno rival para luego conseguir el subtítulo. La ASB Premiership 2010/11 la definieron los dos equipos de la región de Auckland, para que Waitakere ganase 3-2 y consiguiera su tercer título.
Nuevamente se vieron las caras en la final de la ASB Premiership 2012/13. En un partido muy trabado, en el cual se mostraron 12 tarjetas amarillas, 10 de ellas para el Auckland, y una roja, también para el Auckland City, el Waitakere obtuvo su cuarto título consecutivo y quinto en toda su historia en la liga neozelandesa, tras vencer en tiempo extra. Un mes después, definieron la Liga de Campeones de la OFC, en esta ocasión fue el Auckland City que se impuso, que ganó el encuentro por 2-1 sobre el Waitakere United.
Posteriormente la rivalidad comenzó a distenderse. Entre 2014 y 2016 el Auckland ganó nueve partidos consecutivos incluidos resultados abultados como 5-1, 4-0 y 4-1. En esos años el Waitakere comenzó a tener un declive; en la temporada 2015-16 inclusive no clasificó a los playoffs. En su lugar como competidor principal del Auckland City terminaría surgiendo el Team Wellington, que se volvería protagonista tanto de la liga neozelandesa como de la Liga de Campeones de la OFC durante esos años.

## Estadísticas
Datos actualizados al 27 de febrero de 2021.
| Equipo           | Partidos Jugados | Partidos Ganados | Partidos Empatados | Goles a favor |
| ---------------- | ---------------- | ---------------- | ------------------ | ------------- |
| Auckland City    | 61               | 34               | 13                 | 129           |
| Waitakere United | 61               | 15               | 13                 | 81            |

### Títulos
| Torneo                                | Títulos del Auckland City | Títulos del Waitakere United |
| ------------------------------------- | ------------------------- | ---------------------------- |
| Campeonato de Fútbol de Nueva Zelanda | 8                         | 5                            |
| Charity Cup                           | 7                         | 1                            |
| Liga de Campeones de la OFC           | 11                        | 2                            |
| Total de títulos oficiales            | 26                        | 8                            |